# Uezwil
Uezwil (schweizerdeutsch: Üezmel, ˈʏətsməl) ist eine Einwohnergemeinde im Schweizer Kanton Aargau. Sie gehört zum Bezirk Bremgarten und liegt am westlichen Rand des Bünztals.

## Geographie
Das hufeisenförmig gebaute Dorf liegt am oberen Ende einer weiten Hochebene am nördlichsten Ausläufer des Lindenberg-Hügelzugs, der hier Niesenberg genannt wird. Gegen Westen, Süden und Osten wird die Ebene durch sanft ansteigende Hügel begrenzt und erhält dadurch eine muldenartige Form. Sie wird in Richtung Norden durch den Hinterbach entwässert, einem Zufluss der Bünz.
Die Fläche des Gemeindegebiets beträgt 244 Hektaren, davon sind 68 Hektaren mit Wald bedeckt und 15 Hektaren überbaut. Der höchste Punkt befindet sich auf 632 Metern am Osthang des Niesenbergs, der tiefste auf 520 Metern am Hinterbach. Nachbargemeinden sind Büttikon im Norden, Waltenschwil im Nordosten, Kallern im Osten und Süden sowie Sarmenstorf im Westen.

## Geschichte
1936 kam in der Eichenweid bei Uezwil ein 4500 Jahre altes Megalithgrab aus der Zeit um 2500 v. Chr. zum Vorschein. Weitere Funde lassen auf eine Besiedlung während der Römerzeit schliessen. Später entstand eine Siedlung der Alamannen. Bei der Gründung des Klosters Muri im Jahr 1027 wurde der Name eines Ritters Arnold von Utwile vermerkt. Die erste urkundliche Erwähnung von Juezewile erfolgte im Jahr 1217. Der Ortsname stammt vom althochdeutschen Uozinwilari und bedeutet «Hofsiedlung des Uuzo». Die Schreibweise änderte sich im Laufe der Jahrhunderte über Uotzwile und Uetzwil zu Uezwil.
Die wichtigsten Lehnsherren im Mittelalter waren das Kloster Einsiedeln, das Kloster Muri, das Kloster Gnadenthal und die Pfarrei Sarmenstorf. Landesherren und Inhaber der Blutgerichtsbarkeit waren die Habsburger. 1415 eroberten die Luzerner die Dörfer Büttikon, Hilfikon, Sarmenstorf, Uezwil und Villmergen, doch 1425 mussten sie das Gebiet an den gemeinsamen Besitz der Eidgenossen zurückgeben. Uezwil lag nun im Amt Villmergen der Freien Ämter, einer gemeinen Herrschaft. Das Dorf blieb stets bäuerlich geprägt, ab dem 18. Jahrhundert ermöglichte die Heimarbeit für die Strohindustrie einen bescheidenen Nebenverdienst.
Im März 1798 nahmen die Franzosen die Schweiz ein und riefen die Helvetische Republik aus. Uezwil wurde eine Gemeinde im Distrikt Sarmenstorf des kurzlebigen Kantons Baden, seit 1803 gehört sie zum Kanton Aargau. Bis heute ist Uezwil ein kleines Dorf geblieben, das hauptsächlich von der Landwirtschaft geprägt ist; nennenswerte Industrie hat sich hier nie angesiedelt. Nachdem die Einwohnerzahl stets rückläufig gewesen war, steigt sie seit 1980 wieder leicht an.

## Sehenswürdigkeiten

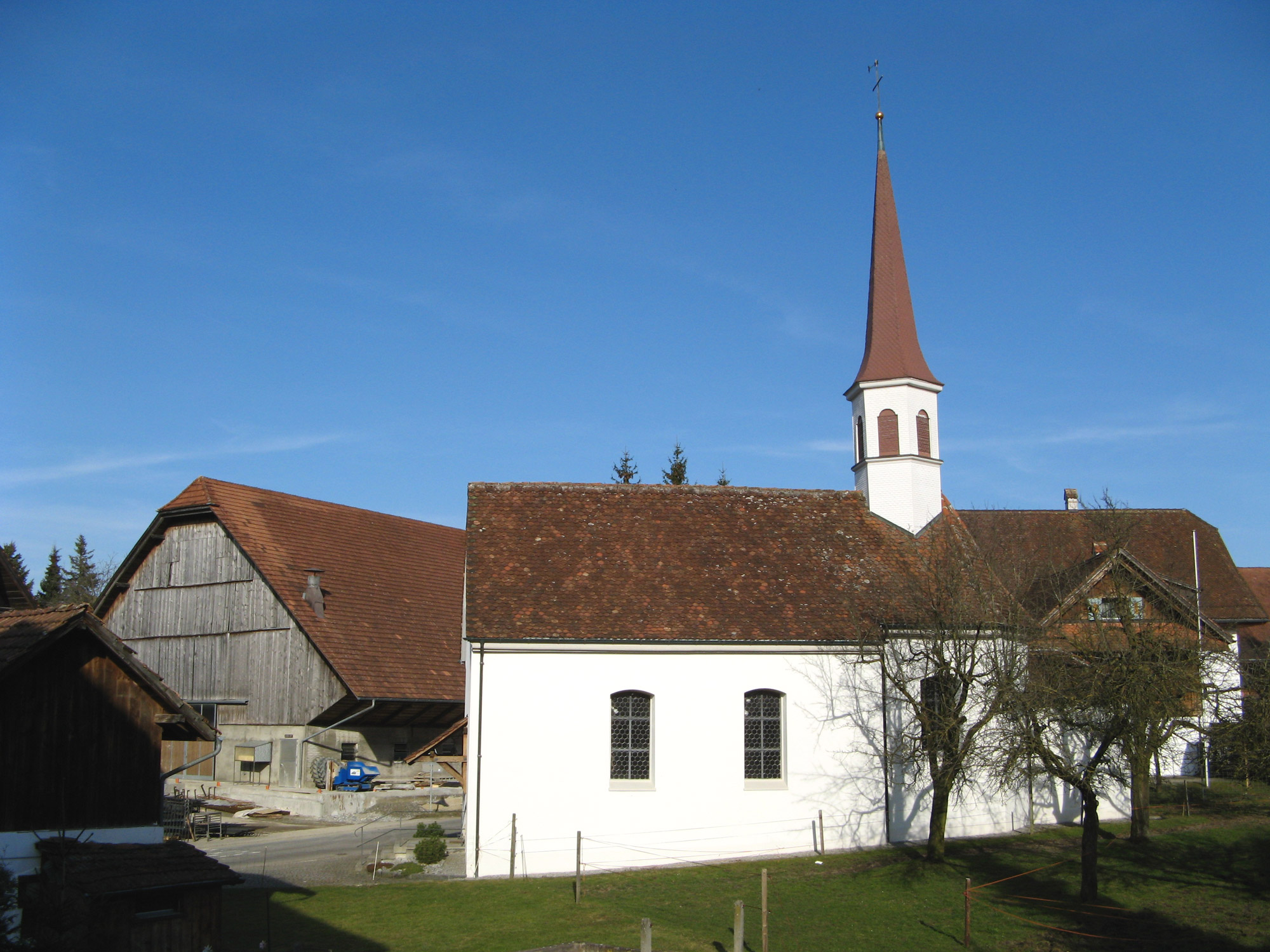
Kapelle Mariä Krönung

Im Mitteldorf steht die Kapelle Mariä Krönung. Sie entstand 1766/67 anstelle einer älteren, baufällig gewordenen Anlage. Sie besteht aus einem kurzen Schiff, einem eingezogenen polygonalen Chor und einer abgesetzten axialen Sakristei.

## Wappen
Die Blasonierung des Gemeindewappens lautet: «Gespalten von Gelb mit drei aus der Teilungslinie wachsenden roten Pfeilspitzen, und von Blau.» Seit 1880 verwendete die Gemeinde ein Wappen mit einem Liktorenbündel, in der falschen Annahme, es handle sich dabei um das Uezwiler Gemeindewappen. In Wirklichkeit handelte es sich um das 1798 eingeführte Siegel der Helvetischen Republik. Das 1946 neu entworfene Wappen erinnert an das Kirchenpatronat des Heiligen Sebastian.

## Bevölkerung
Die Einwohnerzahlen entwickelten sich wie folgt:
| Jahr      | 1850 | 1900 | 1930 | 1950 | 1960 | 1970 | 1980 | 1990 | 2000 | 2010 | 2020 |
| Einwohner | 331  | 319  | 325  | 320  | 300  | 284  | 276  | 331  | 361  | 417  | 504  |

Am 31. Dezember 2023 lebten 549 Menschen in Uezwil, der Ausländeranteil betrug 14,6 %. Bei der Volkszählung 2015 bezeichneten sich 53,9 % als römisch-katholisch und 18,6 % als reformiert; 27,5 % waren konfessionslos oder gehörten anderen Glaubensrichtungen an. 97,5 % gaben bei der Volkszählung 2015 Deutsch als ihre Hauptsprache an.

## Politik und Recht
Die Versammlung der Stimmberechtigten, die Gemeindeversammlung, übt die Legislativgewalt aus. Ausführende Behörde ist der fünfköpfige Gemeinderat. Er wird im Majorzverfahren vom Volk gewählt, seine Amtsdauer beträgt vier Jahre. Der Gemeinderat führt und repräsentiert die Gemeinde. Dazu vollzieht er die Beschlüsse der Gemeindeversammlung und die Aufgaben, die ihm vom Kanton zugeteilt wurden. Für Rechtsstreitigkeiten ist in erster Instanz das Bezirksgericht Bremgarten zuständig. Uezwil gehört zum Friedensrichterkreis VI (Wohlen).

## Wirtschaft
In Uezwil gibt es gemäss der im Jahr 2015 erhobenen Statistik der Unternehmensstruktur (STATENT) rund 80 Arbeitsplätze, davon 48 % in der Landwirtschaft, 6 % in der Industrie und 46 % im Dienstleistungssektor. Die meisten Erwerbstätigen sind Wegpendler und arbeiten in den Nachbargemeinden, hauptsächlich in Wohlen und Villmergen.

## Verkehr
Uezwil liegt etwas abseits der Hauptverkehrswege und kennt deshalb fast keinen Durchgangsverkehr. Die Hauptstrasse 25 zwischen Lenzburg und Zug ist allerdings nur wenige Kilometer entfernt. Das Dorf ist über eine Postautolinie mit dem Bahnhof Wohlen verbunden.

## Bildung
Die Gemeinde verfügt über einen Kindergarten und ein Schulhaus, in dem die Primarschule unterrichtet wird. Sämtliche Oberstufen der obligatorischen Volksschule (Realschule, Sekundarschule, Bezirksschule) können in Wohlen besucht werden. Dort befindet sich auch das nächstgelegene Gymnasium, die Kantonsschule Wohlen.

## Persönlichkeiten
- Roland Koch (* 29. Mai 1959 in Uezwil), Schauspieler, Regisseur und Ensemblemitglied am Wiener Burgtheater